# Ali Khavari

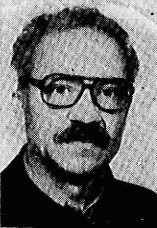
Ali Khavari, 1979

Ali Khavari (persisch علی خاوری, DMG ‘Alī-ye Ḫāwarī; * 21. März 1923 in Maschhad; † 19. März 2021) war ein iranischer kommunistischer Politiker und Vorsitzender der Tudeh-Partei.

## Leben und politisches Wirken
Khavaris Bruder Abdolrasoul Khavari war Funktionär der Kommunistischen Partei des Iran. Khavari trat 1941 der neu entstandenen Tudeh-Partei bei, der Nachfolgerin der seit 1921 verbotenen Kommunistischen Partei, und arbeitete in Maschhad in einer ihrer Jugendgruppen. Kurz vor dem Sturz Mohammad Mossadeghs ging er 1953 ins Exil in die Volksrepublik China. Dort unterrichtet er an der Universität Peking Persisch und leitete das persischsprachige Programm von Radio Peking, das als Sprachrohr der Partei diente. Nach seiner Rückkehr in den Iran wurde er 1963 von der Geheimpolizei SAVAK verhaftet und von einem Militärgericht zum Tode verurteilt. Während seiner Haftzeit im Teheraner Qasr-Gefängnis wurde er in das Zentralkomitee der Tudeh-Partei gewählt. Im Gefängnis begegnete er u. a. Mahmud Taleghani, zu dem er gute Beziehungen hatte. Das Urteil gegen Khavari wurde nach einer Solidaritätskampagne 1966 in lebenslange Haft umgewandelt. Nachdem er 1979 frei gekommen war, begann er mit der Organisation des Parteibüros in Teheran und der Veröffentlichung der ersten Ausgabe des Zentralorgans der Partei Nameh Mardom. Im Auftrag der Partei ging er dann in die CSSR, wo er im Büro der Zeitschrift Peace and Socialism arbeitete. Dadurch überlebte er 1983 als einziger Sekretär der Partei die Restriktionswelle gegen oppositionelle Kräfte im Iran. Er übernahm als Leiter des Auslandskomitees die Neuorganisierung der Partei im Exil und war von 1984 bis zu seinem Ableben Erster Sekretär des Zentralkomitees.

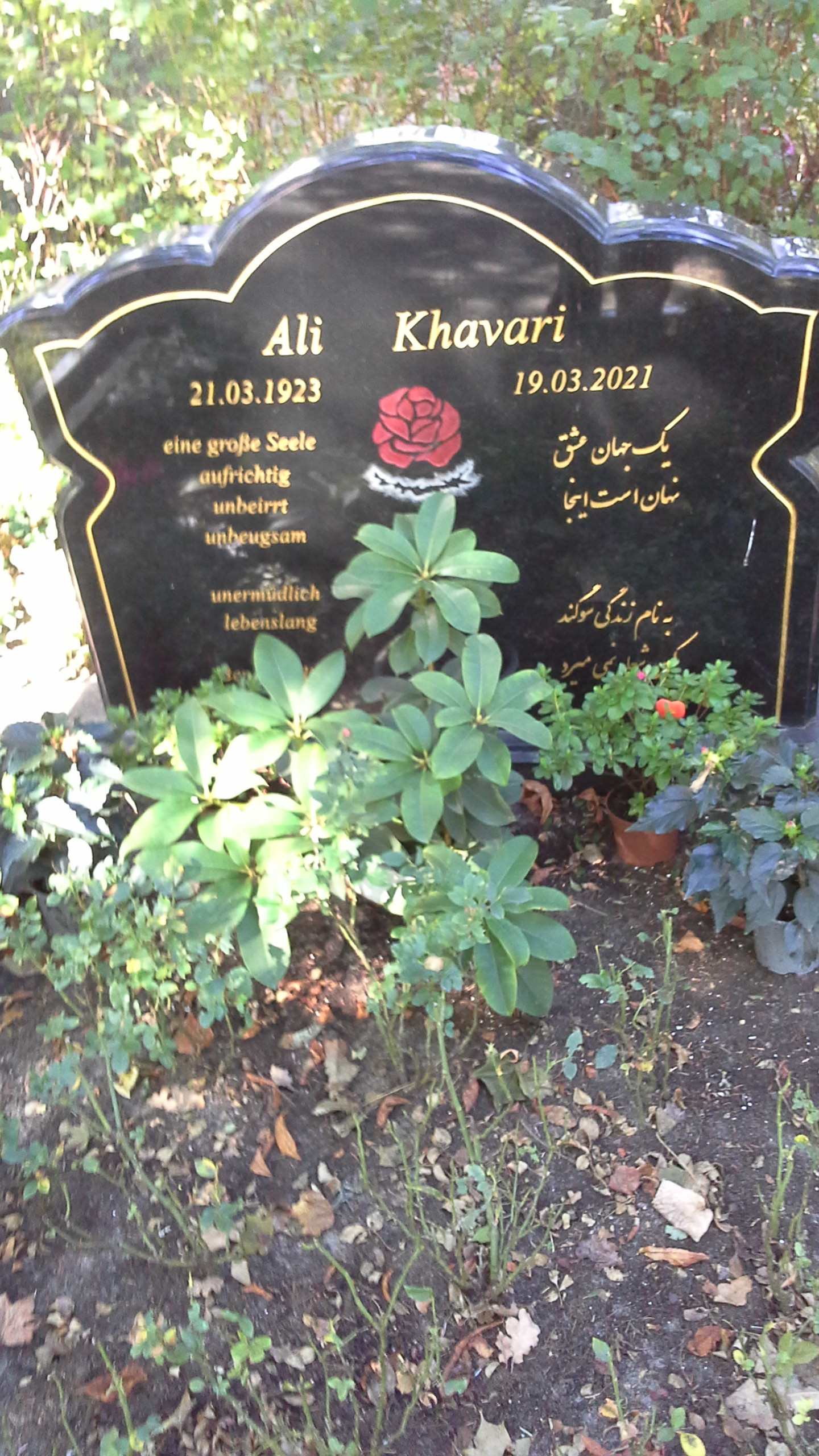
Grab

Khavari starb infolge eines Herzinfarkts und wurde in Berlin auf dem Zentralfriedhof Friedrichsfelde beigesetzt.